# Lechenaultia floribunda
Lechenaultia floribunda är en tvåhjärtbladig växtart som beskrevs av George Bentham. Lechenaultia floribunda ingår i släktet Lechenaultia och familjen Goodeniaceae. Inga underarter finns listade i Catalogue of Life.